# Výkleky
Výkleky (hanácky Vékleky) jsou obec ležící v okrese Přerov v Olomouckém kraji. Žije zde 281 obyvatel.

## Název
Na vesnici bylo přeneseno původní (posměšné) pojmenování jejích obyvatel. Jeho výchozí (písemně nedoložený) tvar Výkleci byl významovým opakem jiného obyvatelského pojmenování (doloženého jen z Čech, nikoli Moravy) Tukleci (v dnešní podobě Tukleky), které označovalo lidi, kteří se zde usadili ("tu klekli"). Význam pojmenování Výkleci tedy byl "lidé, kteří se (odněkud) odstěhovali"; jednalo se o pojmenování nově příchozích. (Stejnou motivaci a stejný starobylý původ má jméno Výčap u Třebíče.)

## Historie
První písemná zmínka o obci pochází z roku 1203.

## Obyvatelstvo
| Rok            | 1869 | 1880 | 1890 | 1900 | 1910 | 1921 | 1930 | 1950 | 1961 | 1970 | 1980 | 1991 | 2001 | 2011 | 2021 |
| -------------- | ---- | ---- | ---- | ---- | ---- | ---- | ---- | ---- | ---- | ---- | ---- | ---- | ---- | ---- | ---- |
| Počet obyvatel | 345  | 339  | 356  | 392  | 440  | 416  | 453  | 391  | 392  | 337  | 310  | 268  | 268  | 275  | 264  |
| Počet domů     | 45   | 54   | 59   | 64   | 72   | 72   | 90   | 99   | 95   | 94   | 86   | 91   | 94   | 97   | 108  |

## Obecní správa
Mezi lety 1869–1983 Výkleky byly obcí v okrese Hranice (1869–1950) a později v okrese Přerov. Od 1. července 1983 do 31. prosince 1991 patřily jako část obce k Lazníkům a od 1. ledna 1992 jsou opět samostatnou obcí.

### Obecní symboly
Znak a vlajka byly obci uděleny rozhodnutím předsedy Poslanecké sněmovny Parlamentu České republiky dne 9. dubna 2002.

## Okolí
U obce se nachází velký kamenolom, který je zčásti dosud činný. Jeho jihozápadní část je zatopena, nachází se zde přírodní koupaliště, které je zároveň potápěčskou lokalitou. Nad jihozápadní částí kamenolomu se nachází vyhlídka.

## Galerie

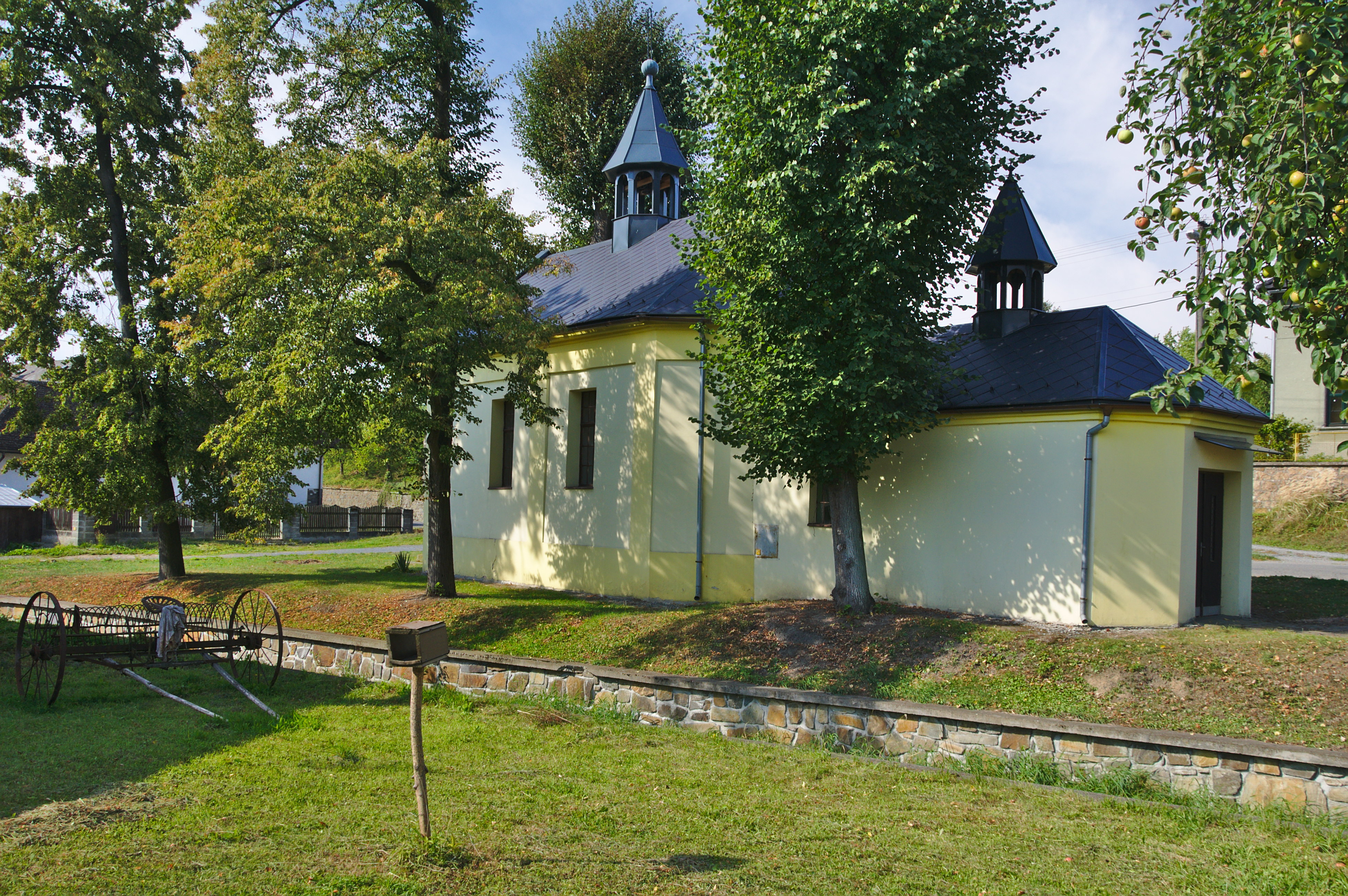
Kaple svatého Antonína Paduánského
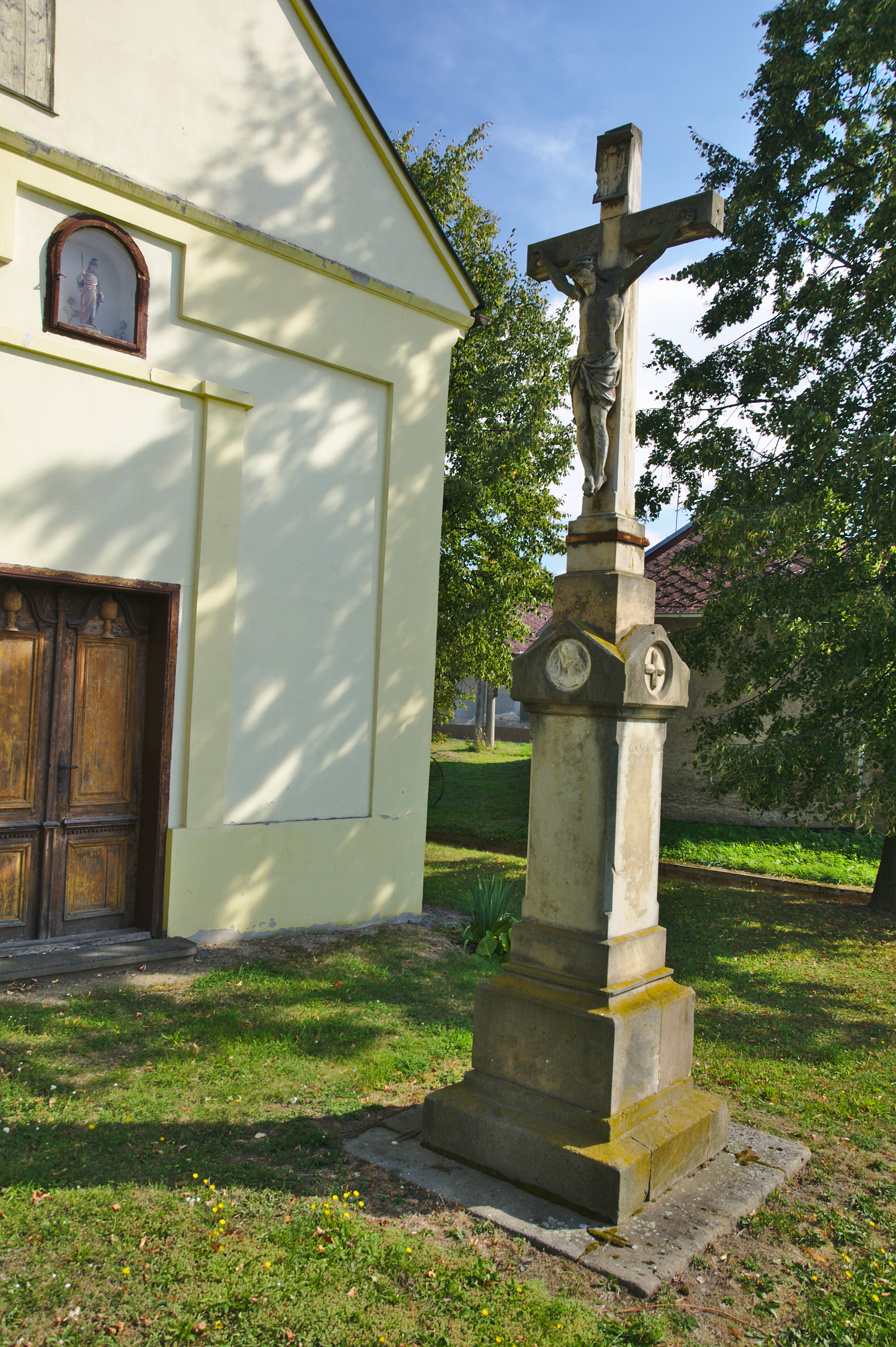
Kříž před kaplí
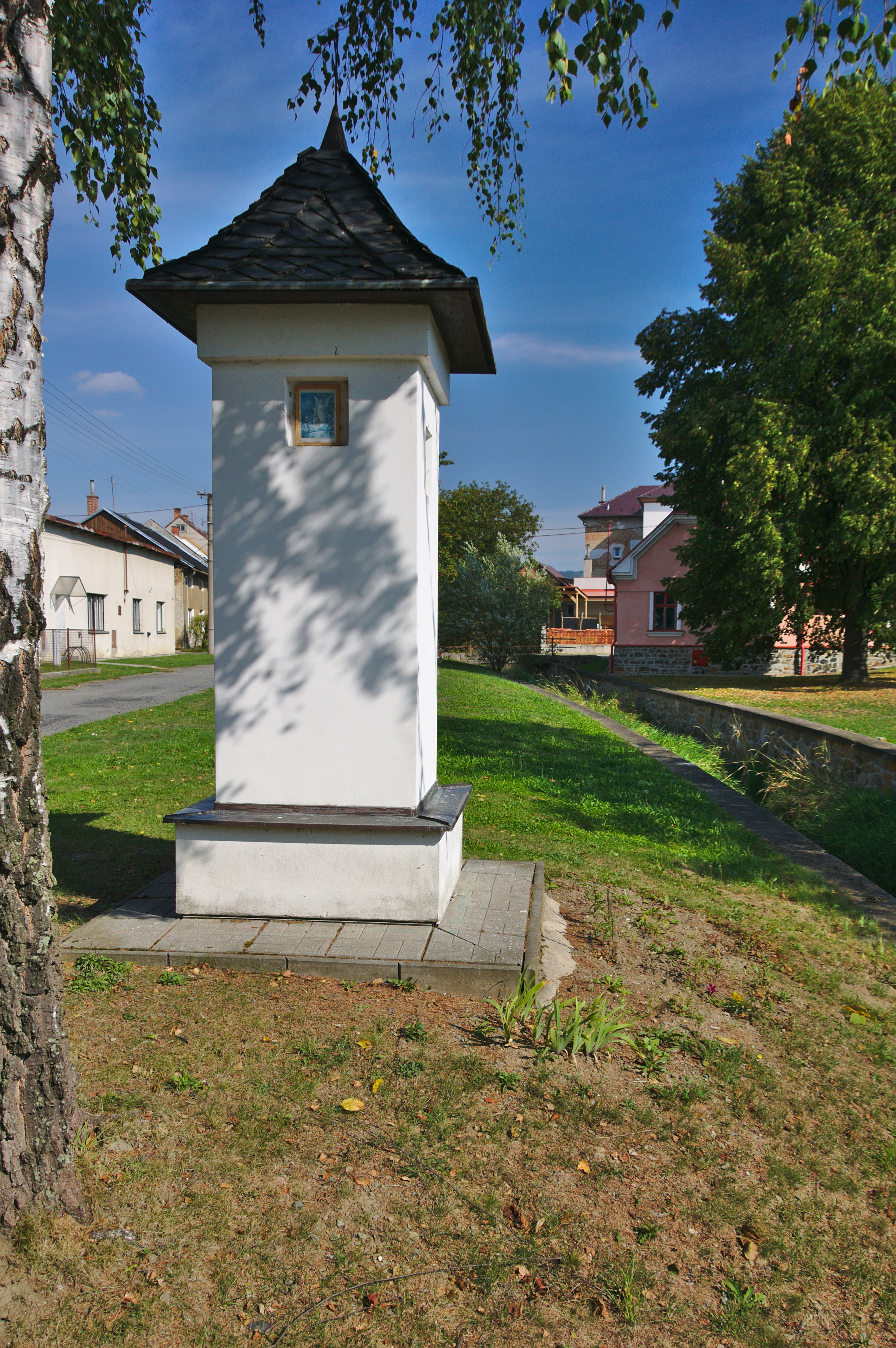
Boží muka
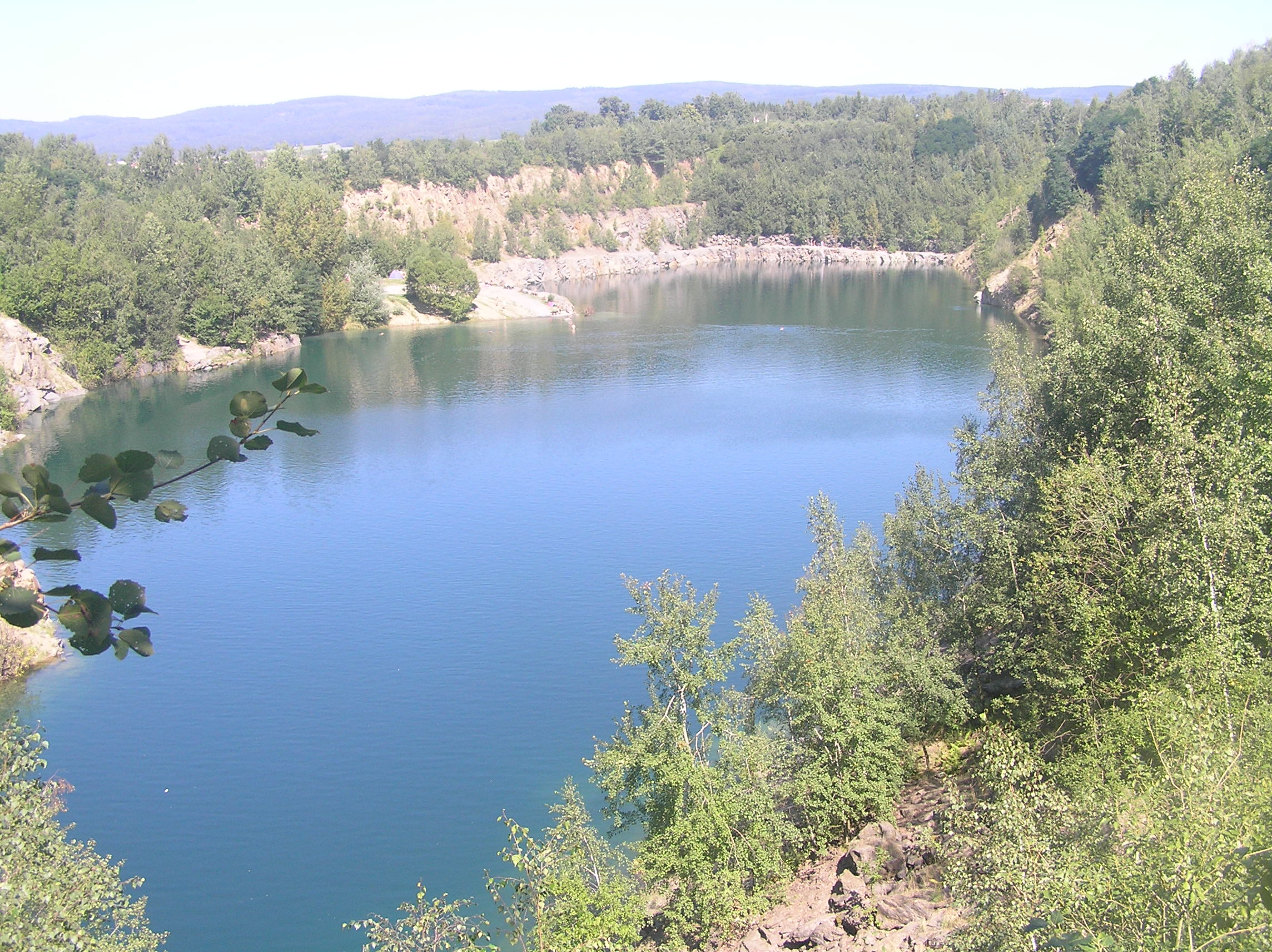
Zatopený lom